# San Maurizio Canavese
San Maurizio Canavese és un comune (municipi) de la ciutat metropolitana de Torí, a la regió italiana del Piemont, situat a uns 15 quilòmetres al nord-oest de Torí. A 1 de gener de 2019 la seva població era de 10.314 habitants.
San Maurizio Canavese limita amb els següents municipis: San Carlo Canavese, San Francesco al Campo, Cirié, Leinì, Robassomero i Caselle Torinese.

## Història
A l'època pre-romana la zona estava habitada per tribus lígurs.
A l'edat mitjana, a partir del segle xiii, formava part de les terres del Marquesat de Montferrat.
Durant la unificació italiana, va ser, juntament amb Fenestrelle, un lloc per a l'empresonament de rebels de l'antic Regne de les Dues Sicílies.

## Llocs d'interès
- Església parroquial de San Maurizio Martire.
- Església de San Rocco.